# Округ Додриџ (Западна Вирџинија)
Додриџ (енгл. Doddridge County) је округ у америчкој савезној држави Западна Вирџинија.

## Демографија
По попису из 2010. године број становника је 8.202, што је 799 (10,8%) становника више него 2000. године.
| Група             | 2000.         | 2010.         |
| Белци             | 7.252 (98,0%) | 7.926 (96,6%) |
| Афроамериканци    | 20 (0,3%)     | 111 (1,4%)    |
| Азијати           | 11 (0,1%)     | 14 (0,2%)     |
| Хиспаноамериканци | 42 (0,6%)     | 39 (0,5%)     |
| Укупно            | 7.403         | 8.202         |